# 229614 Womack
229614 Womack este o planetă minoră (asteroid) din centura de asteroizi. A fost descoperită pe 24 februarie 2006 la Mount Lemmon⁠(d) de Mount Lemmon Survey⁠(d). 
Obiectul prezintă o orbită caracterizată de o semiaxă mare de 2,8660971996963 UAi, o excentricitate de 0,06290974613789, o înclinație de 1,2630226308398 ° în raport cu ecliptica.